# Свети Атанасий (Палеокастро в Неаполска и Ставруполска епархия)
Вижте пояснителната страница за други значения на Свети Атанасий.
„Свети Атанасий“ (на гръцки: Αγίου Αθανασίου Παλαιοκάστρου) е възрожденска църква в Палеокастро, квартал на Даутбал (Ореокастро), на практика предградия на град Солун, Гърция. Църквата е част от Неаполската и Ставруполска епархия.
Няма данни кога точно е изградена църквата. Според надписа над западния вход е обновена в 1864 година, а според устни предания това е станало след пожар. Представлява трикорабна базилика без нартекс, ниски врати, прозорци в горните части на дългите стени, женска църква на западната стена и трем, затворен с решетки. В градежа са използвани много антични, предимно елинистични, мраморни надписи и останки от строежи. Храмът има ценна колекция от икони от XIX век, а в иконостаса и една икона от XVI век в италиански стил.